# Закон паралелограма
У математици, најједноставнији облик закона о паралелограму (који се назива и идентитет паралелограма ) припада стандарној геометрији . Он говори да је збир квадрата дужина четири стране паралелограма једнак збиру квадрата дужина две дијагонале. Користимо ове ознаке за странице: AB, BC, CD, DA . Али пошто у Еуклидовој геометрији паралелограм мора да има једнаке супротне странице, то јест, AB = CD и BC = DA, закон се може изразити као{\displaystyle 2AB^{2}+2BC^{2}=AC^{2}+BD^{2}\,}Ако је паралелограм правоугаоник, две дијагонале су исте дужине, AC = BD, па{\displaystyle 2AB^{2}+2BC^{2}=2AC^{2}}, а исказ се своди на Питагорину теорему . За општи четвороугао са четири стране које не морају бити једнаке,{\displaystyle AB^{2}+BC^{2}+CD^{2}+DA^{2}=AC^{2}+BD^{2}+4x^{2},}где {\displaystyle x} је дужина сегмента праве који спаја средине дијагонала. Из дијаграма се види да {\displaystyle x=0} за паралелограм, па се општа формула поједностављује на закон паралелограма.

## Доказ
У паралелограму десно, нека AD = BC = а, AB = DC = б, {\displaystyle \angle BAD=\alpha .} Коришћењем закона косинуса у троуглу {\displaystyle \triangle BAD,} добијамо следеће:{\displaystyle a^{2}+b^{2}-2ab\cos(\alpha )=BD^{2}.}У паралелограму су суседни углови суплементни, дакле {\displaystyle \angle ADC=180^{\circ }-\alpha .} Коришћење закона косинуса у троуглу {\displaystyle \triangle ADC,} производи:{\displaystyle a^{2}+b^{2}-2ab\cos(180^{\circ }-\alpha )=AC^{2}.}Применом тригонометријског идентитета {\displaystyle \cos(180^{\circ }-x)=-\cos x} на претходни резултат доказује:{\displaystyle a^{2}+b^{2}+2ab\cos(\alpha )=AC^{2}.}Сада збир квадрата {\displaystyle BD^{2}+AC^{2}} може се изразити и као:{\displaystyle BD^{2}+AC^{2}=a^{2}+b^{2}-2ab\cos(\alpha )+a^{2}+b^{2}+2ab\cos(\alpha ).}Поједностављујући овај израз, постаје:{\displaystyle BD^{2}+AC^{2}=2a^{2}+2b^{2}.}
У нормираном простору, исказ закона паралелограма је једначина која се односи на норме :{\displaystyle 2\|x\|^{2}+2\|y\|^{2}=\|x+y\|^{2}+\|x-y\|^{2}\quad {\text{ for all }}x,y.}Закон паралелограма је еквивалентан наизглед слабијој изјави:{\displaystyle 2\|x\|^{2}+2\|y\|^{2}\leq \|x+y\|^{2}+\|x-y\|^{2}\quad {\text{ for all }}x,y}јер се из ње заменом може добити обрнута неједначина {\textstyle {\frac {1}{2}}\left(x+y\right)} за {\displaystyle x,} и {\textstyle {\frac {1}{2}}\left(x-y\right)} за {\displaystyle y,} а затим упрошћавање. Са истим доказом, закон паралелограма је такође еквивалентан:{\displaystyle \|x+y\|^{2}+\|x-y\|^{2}\leq 2\|x\|^{2}+2\|y\|^{2}\quad {\text{ for all }}x,y.}У простору унутрашњег производа, норма се утврђује коришћењем унутрашњег производа :{\displaystyle \|x\|^{2}=\langle x,x\rangle .}Као последица ове дефиниције, у простору унутрашњег производа, закон паралелограма је алгебарски идентитет, који се лако успоставља коришћењем особина унутрашњег производа:{\displaystyle \|x+y\|^{2}=\langle x+y,x+y\rangle =\langle x,x\rangle +\langle x,y\rangle +\langle y,x\rangle +\langle y,y\rangle ,}{\displaystyle \|x-y\|^{2}=\langle x-y,x-y\rangle =\langle x,x\rangle -\langle x,y\rangle -\langle y,x\rangle +\langle y,y\rangle .}Додајући ова два израза:{\displaystyle \|x+y\|^{2}+\|x-y\|^{2}=2\langle x,x\rangle +2\langle y,y\rangle =2\|x\|^{2}+2\|y\|^{2},}по потреби.
Ако {\displaystyle x} је ортогонално на {\displaystyle y,} значење {\displaystyle \langle x,\ y\rangle =0,} и горња једначина за норму збира постаје:{\displaystyle \|x+y\|^{2}=\langle x,x\rangle +\langle x,y\rangle +\langle y,x\rangle +\langle y,y\rangle =\|x\|^{2}+\|y\|^{2},}што је Питагорина теорема .

## Нормирани векторски простори који задовољавају закон паралелограма
Већина реалних и комплексних нормираних векторских простора нема унутрашње производе, али сви нормирани векторски простори имају норме (по дефиницији). На пример, уобичајена норма за вектор {\displaystyle x=(x_{1},x_{2},\ldots ,x_{n})} у реалном координатном простору {\displaystyle \mathbb {R} ^{n}} је нормала :{\displaystyle \|x\|_{p}=\left(|x_{1}|^{p}+|x_{2}|^{p}+\dotsb +|x_{n}|^{p}\right)^{1/p}.}Уз дату норму, може се проценити обе стране закона паралелограма изнад. Изванредна чињеница је да ако важи закон паралелограма, онда норма мора произаћи на уобичајен начин из неког унутрашњег производа. Конкретно, то важи за {\displaystyle p} -норма ако и само ако {\displaystyle p=2,} такозвана Euclidean норма или standard норма.  
За сваку норму која задовољава закон паралелограма (који мора бити нормала унутрашњег производа), унутрашњи производ који генерише норму је јединствен као последица идентитета поларизације. У стварном случају, идентитет поларизације је дат са:{\displaystyle \langle x,y\rangle ={\frac {\|x+y\|^{2}-\|x-y\|^{2}}{4}},}или једнако од стране{\displaystyle {\frac {\|x+y\|^{2}-\|x\|^{2}-\|y\|^{2}}{2}}\qquad {\text{ or }}\qquad {\frac {\|x\|^{2}+\|y\|^{2}-\|x-y\|^{2}}{2}}.}У сложеном случају дат је:{\displaystyle \langle x,y\rangle ={\frac {\|x+y\|^{2}-\|x-y\|^{2}}{4}}+i{\frac {\|ix-y\|^{2}-\|ix+y\|^{2}}{4}}.}На пример, коришћењем {\displaystyle p} -нормале са {\displaystyle p=2} и реални вектори {\displaystyle x} и {\displaystyle y,} евалуација унутрашњег производа се одвија на следећи начин:{\displaystyle {\begin{aligned}\langle x,y\rangle &={\frac {\|x+y\|^{2}-\|x-y\|^{2}}{4}}\\[4mu]&={\tfrac {1}{4}}\left(\sum _{i}|x_{i}+y_{i}|^{2}-\sum _{i}|x_{i}-y_{i}|^{2}\right)\\[2mu]&={\tfrac {1}{4}}\left(4\sum _{i}x_{i}y_{i}\right)\\&=x\cdot y,\\\end{aligned}}}што је стандардни тачкасти производ два вектора.
Још један неопходан и довољан услов да постоји унутрашњи производ који индукује дату норму {\displaystyle \|\cdot \|} је да норма задовољи Птоломејеву неједнакост : {\displaystyle \|x-y\|\,\|z\|~+~\|y-z\|\,\|x\|~\geq ~\|x-z\|\,\|y\|\qquad {\text{ for all vectors }}x,y,z.}